# Električni otpor
Električni otpor (oznaka R) je fizikalna veličina koja opisuje utjecaj vrste tvari, duljine i debljine električnog vodiča ili električnog izolatora na tok električne struje. Ukratko, to je svojstvo nekog materijala da se opire prolasku električne struje. Električni otpor R vodiča kroz koji teče istosmjerna električna struja može se izračunati nakon mjerenja ampermetrom i voltmetrom s pomoću odnosa: 
{\displaystyle R={\frac {U}{I}}}
gdje je: U - električni napon, I - jakost električne struje, a dobije iz Ohmova zakona za istosmjernu struju. Mjerna jedinica električnoga otpora je om (Ω).
Omski otpor vodiča (žice) ovisi o presjeku, duljini i vrsti tvari od koje je vodič izrađen: 
{\displaystyle R=\rho \cdot {\frac {l}{S}}}
gdje je: ρ - elektična otpornost, l - duljina i S - ploština poprečnoga presjeka vodiča. Električni otpor ovisi i o vanjskim fizikalnim utjecajima, od kojih je, osobito za vodiče koji se najčešće upotrebljavaju u elektrotehnici, najvažniji utjecaj temperature.
Električni otpor suprotan je pojam od električne vodljivosti. Materijali s mnoštvom slobodnih elektrona pružaju mali otpor prolasku struje. Materijali s puno slobodnih elektrona dobro provode struju. To su u prvom redu metali, a posebno mali otpor imaju srebro i bakar. Od njih se izrađuju električni vodovi. Željezo ima oko 7 puta veći otpor od bakrenog vodiča istih dimenzija. Veliki specifični otpor karakterizira električne izolatore. Neki materijali pružaju umjereno veliki otpor prolasku struje, pa se zato koriste za namjerno zagrijavanje žice ili medija kojim prolaze ili za povećanje otpora strujnih krugova, odnosno od njih se izrađuju električni grijači i otpornici. 

## Temperaturni koeficijent električnog otpora
Kod čistih metala (bakar, aluminij, zlato, srebro, i tako dalje) otpor raste s porastom temperature. Kod nekih legura otpor se ne mijenja s temperaturom. Otpor ugljena, čak i pada kada ga zagrijavamo. Porast temperature od 1˚C uzrokuje porast svakog oma otpora za  α Ω, pri čemu  α zovemo temperaturnim koeficijentom električnog otpora, ovisnim o vrsti materijala od koga je izrađen otpornik.  Za metale njegova vrijednost iznosi oko 0,004 1/K. Povećani električni otpor otpornika {\displaystyle R(T)} zbog povećane temperature {\displaystyle T} daje izraz:
{\displaystyle R(T)=R_{0}\cdot [1+\alpha \cdot (T-T_{0})]}
gdje je: {\displaystyle \alpha } - temperaturni koeficijent električnog otpora, {\displaystyle T_{0}} - početna temperatura (obično 20 ˚C), i {\displaystyle R_{0}} - električni otpor na temperaturi {\displaystyle T_{0}}.
Posljedica nižeg otpora toplinskih trošila kod nižih temperatura su strujni udari u električnoj mreži prilikom priključenja jakih hladnih grijača ili velikog broja hladnih žarulja (na primjer u općoj rasvjeti velikih zgrada). Jakost električne struje stabilizira se na normalnu vrijednost tek kad se otporna žica usije na normalnu radnu temperaturu.
Kako je već spomenuto, neki materijali kao ugljen, smanjuju otpor s porastom temperature. Čak i staklo, koje je pri normalnom rasponu temperatura poznato kao jako dobar izolator, na temperaturi taljenja postaje takoreći supravodljivo. Neki opet, kao kromnikal i konstantan zadržavaju približno isti otpor u razumnom rasponu temperatura, pa se koriste za posebne namjene u tehnici. Neki materijali postaju supravodljivi kod jako niskih temperatura, drastično smanjujući električni otpor. Poluvodiči zagrijavanjem smanjuju otpor u zapornom smjeru, pa njihovo pregrijavanje može ugroziti rad elektroničkih uređaja. 

### Tablica specifičnih otpora i temperaturnih koeficijenata pri 20˚C
| Materijal                                | Specifični otpor ρ (Ω{\displaystyle mm^{2}}/m) | Temperaturni koeficijent α (1/K)  |
| ---------------------------------------- | ---------------------------------------------- | --------------------------------- |
| Aluminij - lijevan - mekan - tvrdo vučen | 0,04 0,028 0,029                               | 0,0036 0,00403 0,0041             |
| Bakar - mekan - tvrdo vučen              | 0,0175 0,0178                                  | 0,00392                           |
| Bronca - aluminijeva - kositrena         | 0,13 - 0,29 0,0278                             | 0,0006 - 0,001                    |
| Cekas                                    | 1,12                                           | 0,00014                           |
| Cekas I                                  | 0,97                                           | 0,00052                           |
| Cekas II                                 | 1,08                                           | 0,00008                           |
| Cink                                     | 0,06                                           | 0,004                             |
| Čelik - lim - dinamo-lim - žica - lijev  | 0,1 - 0,25 0,13 0,27 - 0,67 0,17 0,142         | 0,0045 - 0,0055 0,0045 - 0,0052 - |
| Kantal                                   | 0,5                                            | 0,00003                           |
| Kositar                                  | 0,12                                           | 0,0045                            |
| Magnezij                                 | 0,043                                          | 0,0041                            |
| Manganin                                 | 0,43                                           | 0,0041                            |
| Mjed - lijevana - vučena                 | 0,071 0,07 - 0,08                              | - 0,0013 - 0,0019                 |
| Nikelin                                  | 0,42                                           | 0,00023                           |
| Nikal                                    | 0,069                                          | 0,006                             |
| Novo srebro                              | 0,38                                           | 0,00007                           |
| Olovo                                    | 0,06                                           | 0,0039                            |
| Platina                                  | 0,11                                           | 0,0031                            |
| Silimun, lijevani                        | 0,059                                          | 0,004                             |
| Srebro                                   | 0,0165                                         | 0,0038                            |
| Volfram                                  | 0,055                                          | 0,0048                            |
| Zlato                                    | 0,023                                          | 0,004                             |
| Željezo, elekrolitsko                    | 0,12                                           | 0,0065                            |
| Živa                                     | 0,958                                          | 0,00099                           |

## Vrste električnog otpora kod izmjenične struje
U otpornicima gdje se električna energija pretvara u toplinu, pri izmjeničnoj struji, jednako kao i pri istosmjernoj struji, dolazi do sudara električnih naboja s česticama tvari vodiča. Električni otpor tih otpornika naziva se omski otpor ili djelatni otpor R.
U električnim zavojnicama i električnim kondenzatorima pri izmjeničnoj struji ne obavlja se koristan rad, pa se električni otpori, induktivni otpor RL i kapacitivni otpor RC, koji se pojavljuju u njima, nazivaju i jalovi otpori. Induktivni otpor računa se prema jednadžbi: 
{\displaystyle R_{L}=\omega \cdot L}
a kapacitivni otpor: 
{\displaystyle R_{C}={\frac {1}{\omega \cdot C}}}
gdje je: ω = 2 ∙ π ∙ f - kutna frekvencija, L - induktivnost električne zavojnice, C - električni kapacitet električnog kondenzatora, a f - frekvencija izmjenične struje. 
Ako se u serijskom spoju nalaze istovrsni jalovi otpori, njihov rezultantni otpor jednak je zbroju pojedinih otpora; ako su pak serijski vezani induktivni i kapacitivni otpor, rezultantni je otpor jednak njihovoj razlici: 
{\displaystyle R_{LC}=R_{L}-R_{C}}
No u kombinaciji omskih i jalovih otpora zbrajanje se mora izvesti geometrijski. Tako je rezultantni otpor ili električna impedancija serijskoga spoja:
{\displaystyle Z^{2}=R^{2}+(R_{L}-R_{C})^{2}}